# معركة تشاسيف يار
معركة تشاسيف يار (بالأوكرانية: Бої за Часів Яр) هي معركة وإشتباكات عسكرية بدأت في 4 أبريل من عام 2024 بين القوات الروسية والقوات الأوكرانية في تشاسيف يار من أجل السيطرة عليها ومستمرة لغاية الآن.